# 中雄勇人
中雄 勇人（なかお はやと、1977年8月14日 - ）は、日本の運動学者。現在群馬大学教育学部保健体育講座准教授。専門領域は運動支援、運動生理学。
専門スポーツは陸上競技の走高跳

## 略歴・人物
- 1977年8月 大阪府で出生
- 2000年3月 大阪教育大学教育学部教養学科スポーツ・健康科学・生活環境専攻スポーツコース卒業
- 2002年3月 大阪教育大学大学院教育学研究科修士課程修了
- 2006年3月 大阪市立大学大学院医学研究科博士課程修了（医学博士）
- 2006年4月 - 2009年3月 大阪市立大学大学院医学研究科研究員
- 2009年4月 - 群馬大学教育学部保健体育講座講師
- 2013年4月 - 群馬大学教育学部保健体育講座准教授

現在に至る。趣味はマラソン・バスケットボール・コスタリカ旅行・釣り。好きな食べ物は、林檎、カレー。

## 研究分野
スポーツ科学
（中高齢者の体力諸能と運動支援の効果）
- 高齢者の体力低下
- 運動支援
- ウエイトトレーニング

## 著書・論文

### 論文
- 『水中運動トレーニングが腹部肥満女性の体幹筋機能および日常活動動作に及ぼす効果』（体力科学、2010年）
- 『腹部肥満女性に対する水中トレーニングの効果』（関西臨床スポーツ医・科学研究会誌、2010年）
- 『Effects of aquatic exercise training using water-resistance equipment in elderly』（European Journal of Applied Physiology、2010年）
- 『高齢者の水中トレーニングは足関節低屈筋力と動的バランス機能を改善させる』（日本運動生理学雑誌、2009年）
- 『肥満者における一過性の中等度運動が消化管ホルモンの分泌と食事摂取量に及ぼす影響』（肥満研究、2009年）
- 『一過性の中等度運動が消化管ホルモンと食欲・エネルギー摂取量に及ぼす影響－若年男性における症例検討－』（関西臨床スポーツ医・科学研究会誌、2009年）
- 『高齢者の自立活動に必要な体力基準』（保健の科学、2009年）
- 『Changes in gut hormone levels and negative energy balance during aerobic exercise in obese young male』（Journal of Endocrinology、2009年）
- 『Thresholds of Physical Activities Necessary for Living a Self-Supporting Life in Elderly Women』（Osaka City Medical Journal、2007年）
- 『中高齢女性のバランス機能に対する水中運動の効果』（体力科学、2007年）
- 『虚弱高齢者に対する下肢筋力とその左右差を基準とした新たな運動プログラムに関する症例検討』（関西臨床スポーツ医・科学研究会誌、2007年）
- 『Evaluation of Muscle Oxygenation during Exercise by NIRS in Normal Subjects. －Significance of the NIRS threshold－』（The Journal of Japanese College of Angiology、2007年）
- 『Which common NIRS variable reflects muscle estimated lactate threshold most closely?』（Appl. Physiol. Nutr. Metab、2006年）
- 『3軸加速時計を用いて評価した日常生活の活動強度と体重減少の関連性』（体力科学、2006年）
- 『Influence of Lower-extremity Muscle Force, Muscle Mass and Asymmetry in Knee Extension Force on Gait Ability in Community-dwelling Elderly Women.（J.Phys. Ther.Sci、2006年）
- 『大学生女子バスケットボール選手における運動前の水分摂取が生体に及ぼす影響』（大阪教育大学紀要　第Ⅳ部門教育科学、2006年）
- 『若年肥満者の血漿アディポサイトカインレベルに対する運動特性からみたトレーニング効果』（デサントスポーツ科学、2005年）
- 『Body composition is related to increase in plasma adiponectin levels rather than training in young obese men.』（Eur. J. Appl. Physiol、2005年）
- 『回転数・トルク数の調節が活動筋内の酸素動態およびエネルギー代謝に及ぼす影響』（体力科学、2005年）
- 『自転車は同一運動負荷でも回転数の差により代謝反応が異なる』（関西臨床スポーツ医・科学研究会誌、2005年）
- 『下肢筋内酸素動態からみた運動能評価の新指標の考案』（第20回健康医科学研究助成論文集、2005年）
- 『自転車用変速機を用いた運動が呼吸循環器系および筋内酸素代謝におよぼす効果』（関西臨床スポーツ医・科学研究会誌、2004年）

## 所属学会
- 日本体育学会
- 日本体力医学会